# Fosilní záznam
Slovní spojení fosilní záznam (v angličtině fossil record) označuje souhrn všech informací načerpaných z nalezených fosílií. Nejzřetelnějším specifikem fosilního záznamu jsou náhlé klimatické změny, které se nejenže dobře projeví na sedimentovaných vrstvách, ale navíc i dobře konzervuje organismy na povrchu. Z fosilního záznamu je možné porovnat stáří jednotlivých organismů, určit rychlost vývoje organismů nebo určovat, které lokace dříve organismy obývaly (a tudíž i jak vypadaly).

## Odhadování stáří

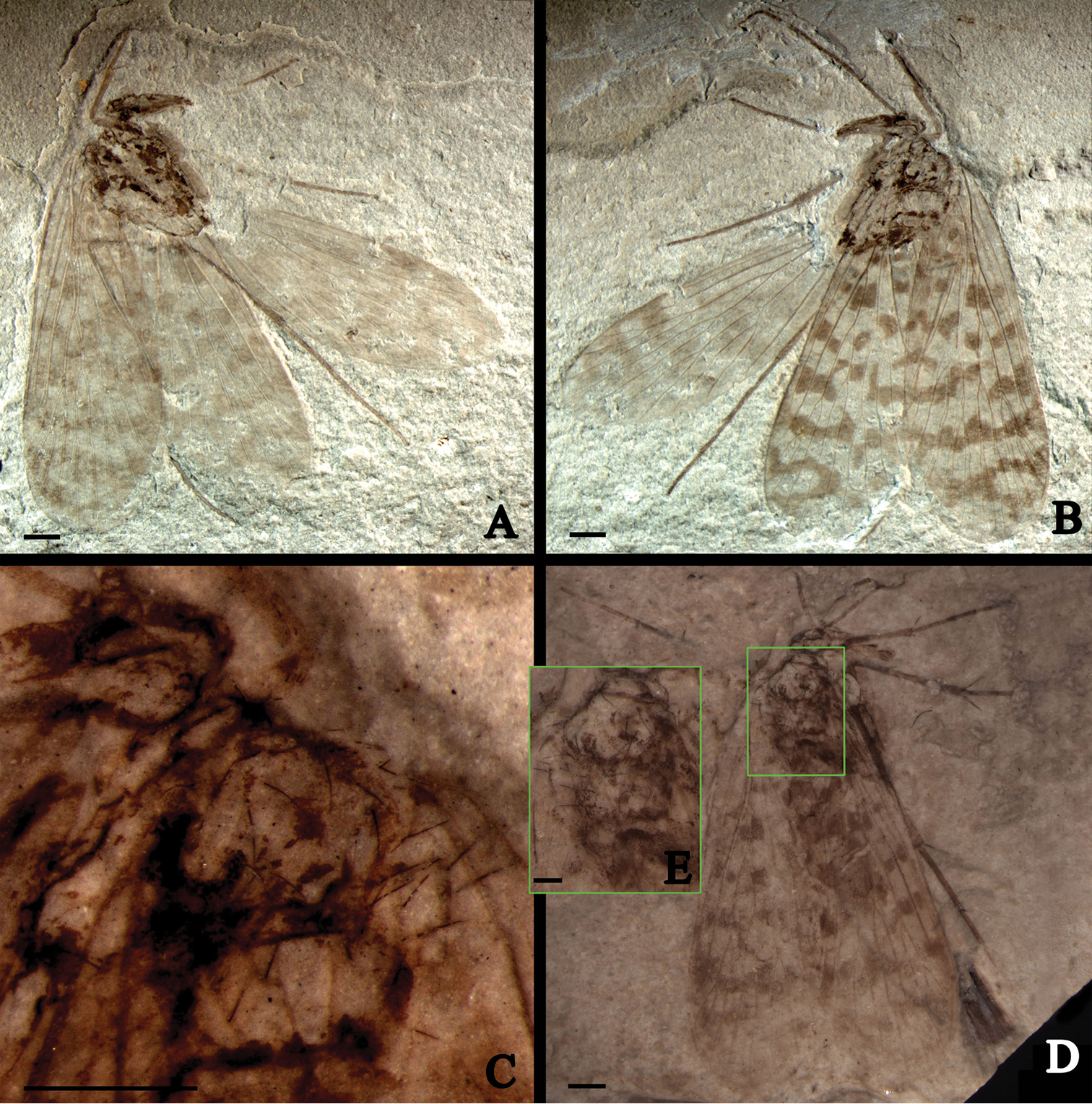
Nejstarší fosilní záznam srpnicovitých.

Cílem paleontologie je sledovat vývoj života napříč historií Země. V tomto smyslu je značnou překážkou uchovávání fosílií. Ložiska fosílií typicky postrádají nestabilní prvky, pomocí kterých by bylo možno určit stáří i starších vykopávek pomocí některé z metod relativního datování (z nichž je nejznámější metoda radiouhlíková, která je ovšem pro starší nálezy značně nepřesná). Přesto, dnes používané techniky dovedou odhadnout stáří fosílie až z 99,5% přesností.
Fosilní záznam je často předmětem sporu mezi neodarwinisty a kreacionisty, protože datovací metody patří mezi jedny z nejlepších dokladů stáří dnes známých. Evoluční biolog a kněz Marek Vácha v této souvislosti poukazuje na fakt, že drtivá většina fosílií se rozpadla tak, jako dnes necháváme rozpadnout kosti na kompostu. Aby se fosílie uchovala do dnešních časů, musela být ihned po smrti živočicha přikryta vrstvou popela a zalita magmatem, kompletně zmražena, nebo usazena ve hluboké vápničité propadlině. Jinak totiž byly zkameněliny rozloženy reducenty a vnitřními bakteriemi nebo znehodnoceny fyzikálními a chemickými procesy jako je rozpouštění, rozpad vazeb a mechanické narušování větrem, vlnami nebo ultrafialovým zářením. 
Stáří fosílie však také může být porovnáno pouze v sopečných oblastech, právě vulkanické vrstvy obsahují radioaktivní prvky potřebné k relativnímu datování. 